# Nettare (bevanda)
Per nettare si intende un tipo di bevanda preparato con purea o succo di frutta, acqua ed eventualmente zucchero, le cui caratteristiche sono normate nell'Unione europea dalla direttiva n. 112 del 2001.
Questa direttiva stabilisce la quantità (percentuale) minima di purea o succo di frutta che deve essere utilizzata (variabile in relazione al tipo di frutta ma mai inferiori al 25%), la quantità massima di zucchero addizionabile ed il tipo di additivi permessi. Tra questi additivi non figurano i conservanti, per cui la conservabilità di questi prodotti in commercio nell'Unione europea è ottenuta tramite pastorizzazione e confezionamento in condizioni di alta igiene.
Altra categoria di additivi non permessi sono gli aromi.
I nettari ottenuti a partire da puree (ad esempio, pera, pesca, albicocca, mela, ecc.) possono essere chiamati succo e polpa.